# Persécutions nazies de l'Église catholique en Pologne

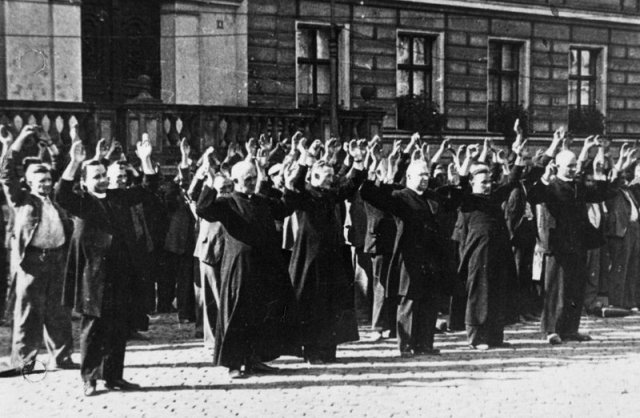
Rassemblement de prêtres et de civils polonais par les nazis sur la place du vieux marché de Bydgoszcz, le 9 septembre 1939.

Pendant l'occupation allemande de la Pologne (1939–1945), les nazis ont mis en place une répression de l'Église catholique, de son clergé en premier lieu, et de ses fidèles. Ces persécutions ont été importantes dans les territoires annexés par le Reich allemand, mais aussi dans les territoires occupés du Gouvernement général de Pologne. Des milliers d'églises et de monastères ont été fermés, saisis ou détruits, de manière systématique. En conséquence, de nombreuses œuvres d'art et objets religieux ont été définitivement perdus.
Les dirigeants de l'Église polonaise ont été particulièrement visés, dans le cadre d'une politique ciblée des Allemands visant à éliminer les cadres de la société polonaise. Au moins 1 811 membres du clergé polonais périrent dans les camps de concentration nazis. On estime que 3 000 membres du clergé ont été tués.
Les mesures prises contre le catholicisme polonais faisaient partie du Generalplan Ost qui, avait pour objectif d'éradiquer le peuple polonais. Adolf Hitler déclare ainsi, en août 1939, qu'il voulait que ses troupes de SS-Totenkopfverbände « tuent sans merci ni pitié tous les hommes, femmes et enfants d'origine ou de langue polonaise ».

## Contexte
L'Église catholique romaine est présente en Pologne depuis près de 1 000 ans. L'historien Richard J. Evans écrit que l'Église catholique était l'institution qui « plus que toute autre, avait soutenu l'idée d'une identité nationale polonaise au cours des siècles ». En 1939, environ 65% des Polonais déclaraient être catholiques.
L'invasion de la Pologne à majorité catholique par l'Allemagne nazie en 1939 a déclenché la Seconde Guerre mondiale. La Grande-Bretagne et la France ont déclaré la guerre à l'Allemagne à la suite de l'invasion, tandis que l'Union soviétique envahissait la moitié orientale de la Pologne, conformément au pacte Molotov-Ribbentrop avec Hitler.

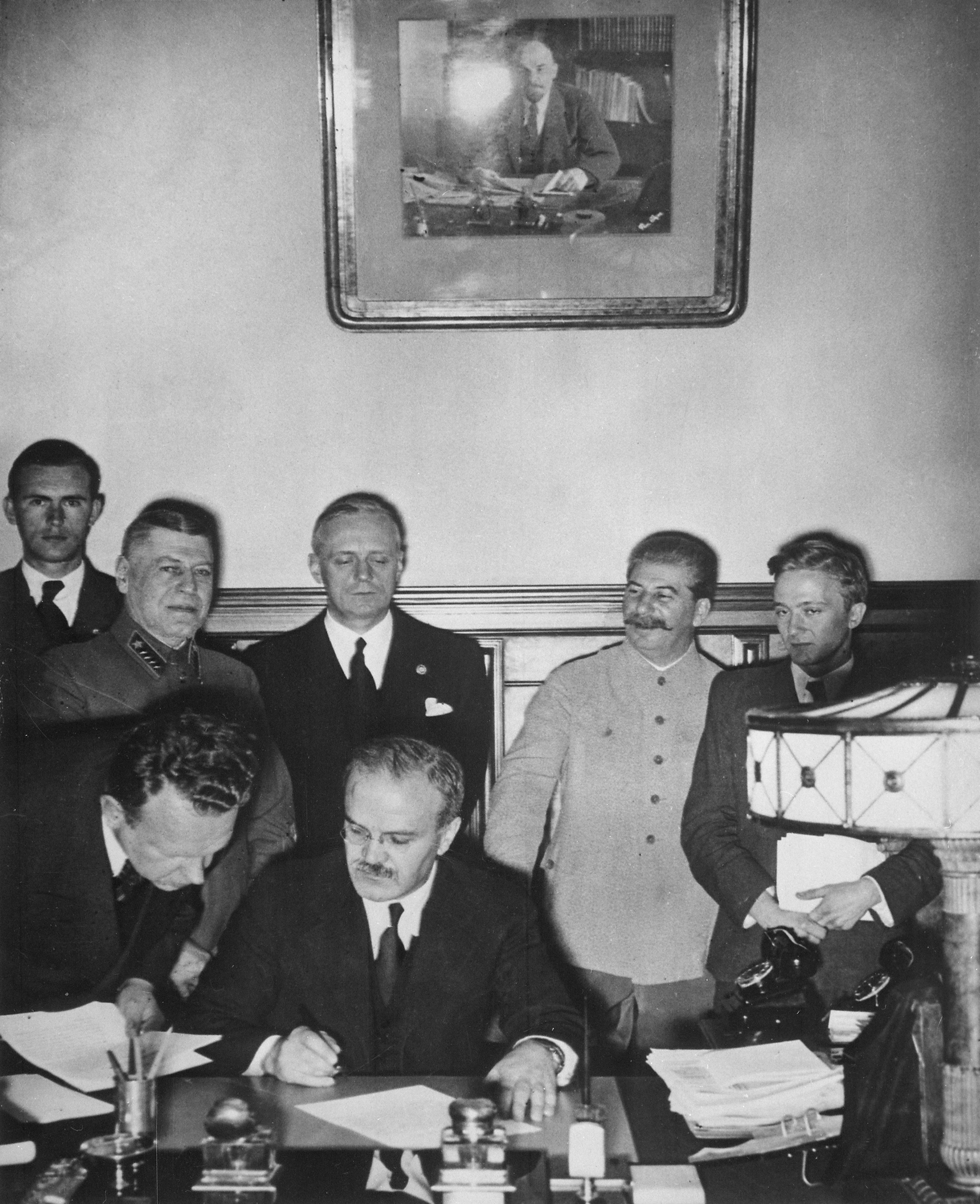
Le Premier ministre soviétique Viatcheslav Molotov signe le Pacte Molotov-Ribbentrop. Derrière lui se tiennent (à gauche) le ministre allemand des Affaires étrangères Joachim von Ribbentrop et (à droite) Joseph Staline. Le pacte a créé une alliance nazie-soviétique et scellé le sort de la Pologne.

L’invasion de la Pologne par l’Allemagne nazie depuis l'Ouest a lieu le 1er septembre 1939, entamant une période d’occupation. L'idéologie nazie cible les Juifs polonais, avec pour objectif leur destruction. Les théories racistes nazies classent les Polonais, dont la plupart étaient catholiques, comme une race inférieure. Les Juifs ont été rassemblés dans des ghettos ou envoyés dans des camps de concentration ou des centres d'extermination tandis que l'intelligentsia, les prêtres et les politiciens polonais étaient aussi ciblés dans un objectif de purge. Le travail forcé était également utilisé comme méthode d'élimination.
L'Armée rouge a envahi l'Est de la Pologne le 17 septembre 1939. Les Soviétiques ont également réprimé les catholiques et le clergé polonais, les désignant comme des « ennemis de classe ». L'invasion soviétique, cependant, fut de courte durée. L'opération Barbarossa, l'attaque allemande contre l'Union soviétique, a été lancée en juin 1941, brisant le pacte de non-agression germano-soviétique et mettant toute la Pologne sous le contrôle des nazis. Norman Davies écrit :

« Adolf Hitler détestait la Pologne, en ayant un objectif précis. Car la Pologne était au cœur du Lebensraum des nazis, « l'espace vital » idéologique dans lequel l'Allemagne avait hâte de s'étendre. Elle était en outre habitée par un mélange de Slaves et de Juifs, tous deux classés dans les manuels nazis comme Untermenschen, ou sous-humains [...] Hitler a spécifiquement ordonné à ses sbires d'agir avec grande cruauté »

— Norman Davies; Rising '44: the Battle for Warsaw
Le plan nazi pour la Pologne comprenait la destruction de la nation polonaise, ce qui nécessitait d'attaquer l'Église polonaise, en particulier dans les zones annexées à l'Allemagne. Le biographe d'Hitler, Ian Kershaw, a déclaré que, dans le projet de germanisation de l'Europe de l'Est, Hitler avait clairement indiqué qu'il n'y aurait « pas de place dans cette utopie pour les Églises chrétiennes ». Historiquement, l'Église catholique a été une force dirigeante du nationalisme polonais contre la domination étrangère. Par conséquent, les nazis ont ciblé mécaniquement le clergé, les moines et les nonnes, pour atteindre la culture polonaise.
L'idéologie nazie était hostile au christianisme et Hitler méprisait les enseignements de l'Église catholique. Le député et secrétaire privé choisi par Hitler Martin Bormann et le philosophe nazi officiel Alfred Rosenberg étaient fermement anti-chrétiens. Dans son livre de 1930 Le Mythe du vingtième siècle, Rosenberg écrit que les principaux ennemis des Allemands étaient les « Tartares russes » et les « Sémites » - y compris les chrétiens, et en particulier les chrétiens de l'Église catholique.

### Partage et annexion de la Pologne
L'armée allemande contrôlait la Pologne jusqu'au 25 octobre 1939. Par la suite, l'Allemagne a annexé des territoires polonais aux États de l'Allemagne de l'Est : la Prusse-Occidentale, Poznań, la Haute-Silésie et la ville de Dantzig. Le reste de la Pologne occupée par les nazis passa sous l'administration du Gouvernement général, un État policier sous le contrôle des SS, dirigé par l'avocat nazi Hans Frank. Davies écrit que cette région « est devenue le laboratoire anarchique de l'idéologie raciale nazie », devenant au fil du temps la base des principaux camps de concentration nazis. Cependant, la politique nazie envers l'Église y était moins sévère que dans les régions annexées.

## Persécutions

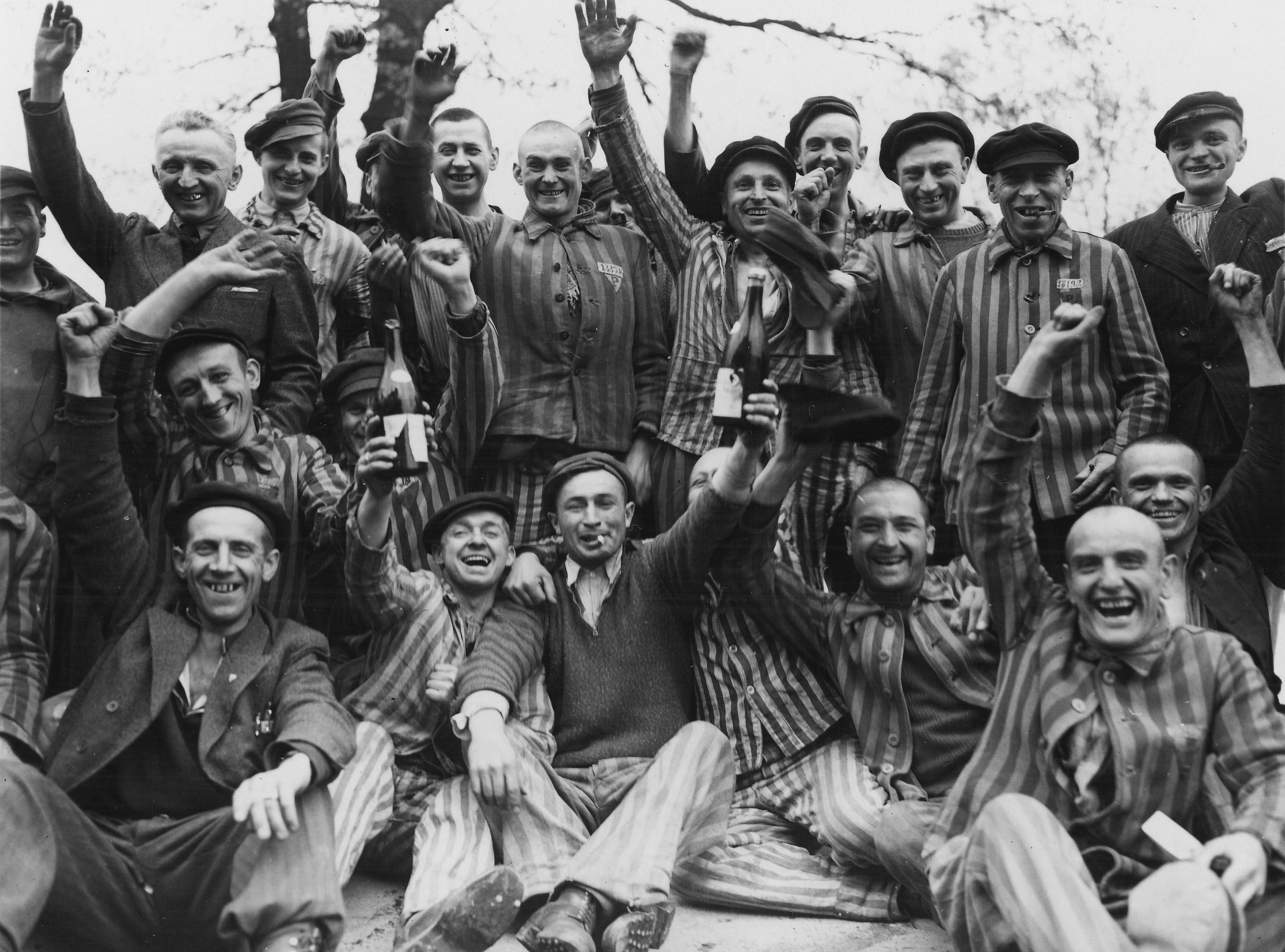
Les prisonniers polonais de Dachau portent un toast à leur libération du camp. Les Polonais constituaient le groupe national le plus important du camp, et la plus grande proportion de ceux qui étaient emprisonnés dans la divisions des prêtres de Dachau.

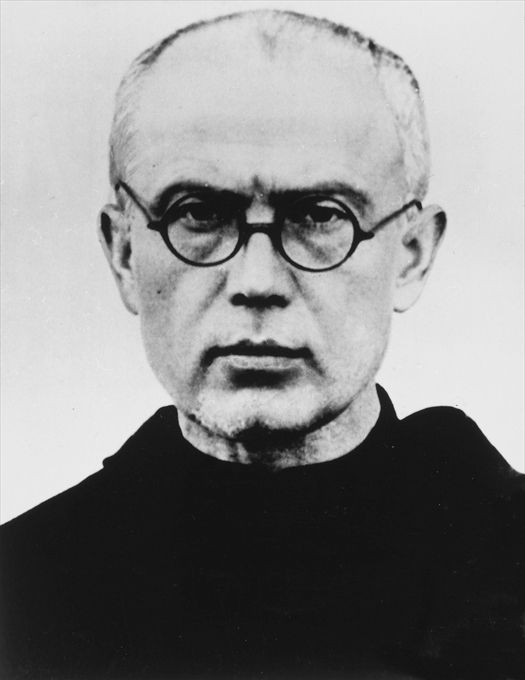
Le franciscain polonais Maximilien Kolbe est mort à Auschwitz.

### Ciblage de l'intelligentsia et du clergé polonais
Selon Norman Davies, la terreur nazie était « beaucoup plus féroce et prolongée en Pologne que partout ailleurs en Europe ». L'idéologie nazie considérait les « Polonais » ethniques - la majorité ethnique principalement catholique de Pologne - comme des « sous-humains ». Après leur invasion de la Pologne occidentale en 1939, les nazis ont lancé une politique de génocide contre la minorité juive de Pologne. Ils ont assassiné ou réprimé les élites polonaises, y compris les chefs religieux. Au cours de l'invasion de 1939, des Einsatzgruppen ont été envoyés pour arrêter ou exécuter toute personne considérée comme potentielle résistante à l'occupation : ecclésiastiques, dirigeants politiques et fonctionnaires sont ciblés.
L'été suivant, l'A-B Aktion (opération extraordinaire de pacification) a rassemblé plusieurs milliers de membre de l'intelligentsia polonaise, et les SS ont abattu de nombreux prêtres dans le secteur du Gouvernement général. Au cours de cette opération, la Pologne était sous contrôle militaire. Cette période de contrôle militaire dura du 1er septembre 1939 au 25 octobre 1939. Au cours de cette période, « selon une source, 714 exécutions collectives ont été effectuées et 6 376 personnes, principalement catholiques, ont été abattues. D'autres évaluent le nombre de morts dans une seule ville à 20 000 personnes. C'était un avant-goût des choses qui allaient advenir. ».
En 1940, Hitler proclame : «Les Polonais ne peuvent avoir qu'un seul maître : un Allemand. Deux maîtres ne peuvent pas coexister et c'est pourquoi tous les membres de l'élite polonaise doivent être tués ». L'Encyclopædia Britannica indique que 1811 prêtres polonais sont morts dans les camps de concentration nazis.
Les 16 et 17 novembre 1940, Radio Vatican diffuse un message affirmant que la vie religieuse des catholiques polonais continue d'être brutalement restreinte. Ils affirment alors qu'au moins 400 religieux avaient été déportés vers l'Allemagne au cours des quatre mois précédents :

« Les associations catholiques au sein du Gouvernement Général ont également été dissoutes, les établissements d'enseignement catholiques ont été fermés et les professeurs et enseignants catholiques ont été réduits à un état d'extrême précarité, ou ont été envoyés dans des camps de concentration. La presse catholique est devenue impuissante. Dans la partie incorporée au Reich, et surtout en Posnanie, les représentants des prêtres et des ordres catholiques ont été enfermés dans des camps de concentration. Dans d'autres diocèses, les prêtres ont été mis en prison. Des régions entières du pays ont été privées de tout service spirituel et les séminaires de l'église ont été dispersés. »

— Radio Vatican, Novembre 1940

### Régions annexées

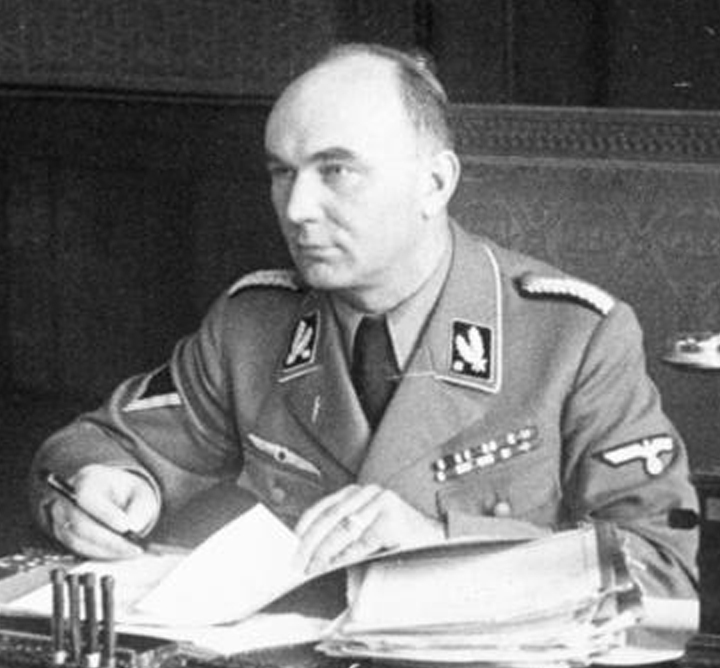
Arthur Greiser, le Reichsstatthalter de Reichsgau Wartheland, a mené une attaque radicale contre l'Église catholique. À la fin de 1941, l'Église polonaise avait été interdite dans le Reichsgau Wartheland.

La politique nazie envers l'Église était plus sévère dans les territoires qu'elle annexait à la Grande Allemagne, où les nazis se mirent à démanteler systématiquement l'Église, arrêtant ses dirigeants, exilant ses ecclésiastiques, fermant ses églises, monastères et couvents. De nombreux ecclésiastiques ont été assassinés . Les zones annexées comprenaient l'archidiocèse catholique de Gniezno-Poznań et les diocèses de Chełmno, Katowice et Włocławek, ainsi que des parties des diocèses de Częstochowa, Kielce, Cracovie, Łomża, Łódź, Płock et Varsovie, qui devaient tous être « germanisés ». Dans ces régions, l'Église polonaise devait être complètement éradiquée, bien que les catholiques allemands puissent y rester ou s'y installer.
Hitler avait l'intention d'utiliser la Pologne comme colonie de peuplement pour les Allemands. Les Polonais indigènes devaient être évacués pour faire de la place aux colons allemands. Après la défaite de la Pologne, Heinrich Himmler est nommé commissaire du Reich pour le renforcement de la race allemande. La « germanisation » des régions annexées a commencé en décembre 1939 avec des déportations d'hommes, de femmes et d'enfants. Dans le Reichsgau Wartheland, le leader régional Arthur Greiser, avec les encouragements de Reinhard Heydrich et Martin Bormann, a lancé une attaque contre l'Église catholique. Ses propriétés et ses fonds ont été confisqués et les organisations laïques ont été fermées. Evans écrit que « de nombreux membres du clergé, moines, administrateurs diocésains et fonctionnaires de l'Église ont été arrêtés, déportés vers le Gouvernement général, emmenés dans un camp de concentration du Reich ou simplement fusillés. Au total, quelque 1700 prêtres polonais se sont retrouvés à Dachau : la moitié d'entre eux n'ont pas survécu à leur emprisonnement. ». Le chef administratif de Greiser, August Jager, avait auparavant dirigé l'effort de nazification de l'Église évangélique de Prusse. En Pologne, il a gagné le surnom de Kirchen-Jager  (Chasseur d'église) pour la véhémence de son hostilité envers l'Église « À la fin de 1941 », écrit Evans, « l'Église catholique polonaise avait été effectivement interdite dans le Reichsgau Wartheland. Elle est plus ou moins « germanisée » dans les autres territoires occupés, malgré une encyclique publiée par le Pape dès le 27 octobre 1939 protestant contre cette persécution. »
En Prusse occidentale, 460 des 690 prêtres polonais en exercice ont été arrêtés ; les survivants ont fui ; seulement 20 pratiquaient encore en 1940. Parmi les personnes arrêtées, 214 ont été exécutées ; les autres ont été déportés dans le territoire du Gouvernement Général de la Pologne. Les morts sont nombreux : à Wrocław, 49,2 % du clergé est mort ; à Chełmno, 47,8 % ; à Łódź, 36,8 % ; à Poznań, 31,1 %. Dans le diocèse de Varsovie, 212 membres du clergé ont été assassinés ; à Wilno, 92 ; à Lwów, 81 ; à Cracovie, 30 ; à Kielce, 13. Les nonnes ont un sort similaire ; environ 400 religieuses ont été emprisonnées au camp de concentration de Bojanowo. De nombreux étudiants et religieuses du séminaire sont enrôlés comme travailleurs forcés. À Poznań, seules deux églises n'ont pas été fermées ou réaffectées ; à Łódź, seuls quatre sont restées ouvertes.
Le haut clergé de Pologne n'échappe pas à la répression ; certains ont été contraints de prendre leur retraite, tandis que d'autres ont été arrêtés, emprisonnés ou exécutés. Parmi eux, les évêques Marian Leon Fulman, Władysław Goral, Michał Kozal, Antoni Julian Nowowiejski (en) et Leon Wetmański ont été envoyés dans des camps de concentration. Goral, Nowowiejski, Kozal et Wetmański meurent respectivement à Sachsenhausen, Dachau, Soldau et Auschwitz,.

### Rapport du cardinal Hlond

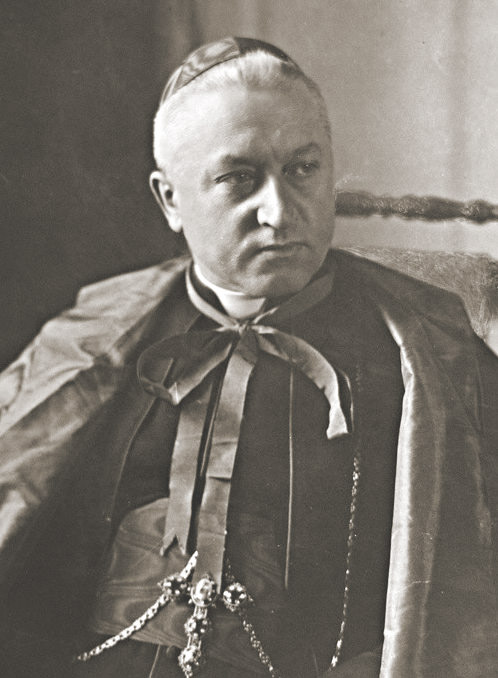
Le primat de Pologne, le cardinal August Hlond, a informé le pape que « l'hitlérisme vise la destruction systématique et totale de l'Église catholique » dans les territoires de Pologne annexés par l'Allemagne.

Au lendemain de l'invasion, le primat de Pologne, le cardinal August Hlond, soumet au Vatican un compte-rendu officiel des persécutions de l'Église polonaise. Il signale des saisies de biens ecclésiastiques et des abus commis contre le clergé et les religieuses dans l'archidiocèse de Gniezno :

« De nombreux prêtres sont emprisonnés, souffrant d'humiliations, de coups, de mauvais traitements. Un certain nombre ont été déportés en Allemagne [...] D'autres ont été détenus dans des camps de concentration [...] Il n'est pas rare de voir un prêtre au milieu de groupes d'ouvriers travailler dans les champs [...] Certains d'entre eux ont même été enfermés depuis la nuit dans des porcheries, battu de façon barbare et soumis à d'autres tortures [...] Le chanoine Casimir Stepczynski [...] a été contraint en compagnie d'un juif d'emporter les excréments humains [...] le curé qui a voulu prendre sa place a été brutalement battu avec une crosse de fusil »

— Extrait du rapport du cardinal Hlond remis au Vatican.
Les horaires d'ouverture des églises qui avaient encore leurs prêtres étaient limités au dimanche de 9 heures à 11 heures. Les sermons ne pouvaient être prêchés qu'en allemand. Les hymnes polonais étaient proscrits. Les crucifix ont été retirés des écoles et l'enseignement religieux interdit. L'Action catholique est interdite, et les œuvres caritatives catholiques, telles que Saint-Vincent-de-Paul, dissoutes et leurs fonds confisqués. Les sanctuaires religieux et les statues dans les lieux publics sont abattus.
Dans l'archidiocèse de Poznań, Hlond signale que le clergé est soumis aux mêmes mauvais traitements qu'à Gniezno et qu'un certain nombre ont été assassinés, déportés, emprisonnés ou sont portés disparus. À Poznań, qui avait servi de centre d'organisation des activités de l'Église en Pologne, les nazis ont supprimé l'Institut national pour l'action catholique, l'Association pontificale pour la propagation de la foi, l'Association des femmes catholiques, et les groupes de jeunes catholiques. D'autres médias catholiques et organisations éducatives ont également été supprimés. Les dirigeants de l'Action catholique ont été emprisonnés et Edward Potworowski, le président de l'Association catholique de la jeunesse, a été exécuté publiquement sur la place Gostyn. De même, le président de l'Association catholique des filles a été expulsé vers le centre de la Pologne. La Curie et le tribunal métropolitain sont passés sous le contrôle de la Gestapo et leurs archives saisies. Le palais archiépiscopal fut envahi par des soldats et ses archives remises à la Gestapo. La cathédrale de Poznań est fermée et le séminaire théologique transformé en école de police. Des jeunes Polonais sont arrêtés après la messe, et déportés en Allemagne.
Dans le diocèse de Chełmno, qui avait été incorporé au Reich, Hlond rapporte que la vie religieuse avait été presque entièrement supprimée et que l'ancienne cathédrale avait été fermée et transformée en garage. Sa célèbre statue de Marie avait été renversée et la résidence de l'évêque saccagée. Toujours selon Hlond, Le clergé et les laïcs ont été torturés et les propriétés de l'Église saisies. Seuls 20 des 650 prêtres sont restés - les autres sont emprisonnés, déportés ou mis au travail forcé, mourant parfois d'épuisement.

« [Dans le diocèse de Chełmno] Il est établi qu'un grand nombre de prêtres ont été fusillés, mais ni le nombre ni les détails ne sont encore connus, les autorités d'occupation gardant un silence obstiné sur le sujet [...] Les Églises ont presque tous ont été fermées et confisquées par la Gestapo [...] toutes les croix et emblèmes sacrés le long des routes ont été détruits [...] 95% des prêtres ont été emprisonnés, expulsés ou humiliés sous les yeux des fidèles [...] et les plus éminents responsables catholiques ont été exécutés. »

— Extrait du rapport du cardinal Hlond remis au Vatican..
Hlond rapporte des outrages et une terreur similaires dans les diocèses de Katowice, Łódź et Włocławek, qui avaient également été incorporés au Reich. Dans ses observations finales pour le pape Pie XII, il écrit :

« L'hitlérisme vise la destruction systématique et totale de l'Église catholique dans les territoires riches et fertiles de Pologne qui ont été incorporés au Reich [...] On sait avec certitude que 35 prêtres ont été fusillés, mais pas le nombre réel de victimes [...] sans doute plus d'une centaine [...] Dans de nombreux districts, la vie de l'Église a été complètement écrasée, le clergé a été presque entièrement expulsé ; les églises catholiques et les cimetières sont aux mains des envahisseurs [...] Le culte catholique n'existe presque plus [...] Les monastères et les couvents ont été méthodiquement détruits [...] [Les biens de l'Église] ont tous été pillés par les envahisseurs. »

— Extrait du rapport du cardinal Hlond remis au Vatican.

## Clergé polonais pendant l'occupation
Quatre-vingts pour cent du clergé catholique et cinq évêques du Warthegau ont été envoyés dans des camps de concentration en 1939 ; 108 d'entre eux sont considérés comme des martyrs bénis. Environ 1,5 million de Polonais ont été envoyés au travail forcé en Allemagne. Traités comme racialement inférieurs, ils devaient arborer un « P » violet cousu sur leurs vêtements. Les relations sexuelles avec les Polonais étaient passibles de la peine de mort. Au-delà du génocide des Juifs polonais, on estime que 1,8 à 1,9 million de civils polonais ont été tués pendant l'occupation allemande et la guerre. Des centaines de prêtres et de religieuses font partie des 5000 catholiques polonais honorés par Israël pour leur rôle dans le sauvetage des juifs.
Par exemple, le professeur d'université et primat de Pologne après-guerre Stefan Wyszynski, a reçu l'ordre de quitter Włocławek par son évêque Michal Kozal, et a ainsi échappé au sort de ce dernier et de près de 2000 autres prêtres morts dans les camps de concentration nazis.

### Prêtres au camp de concentration de Dachau

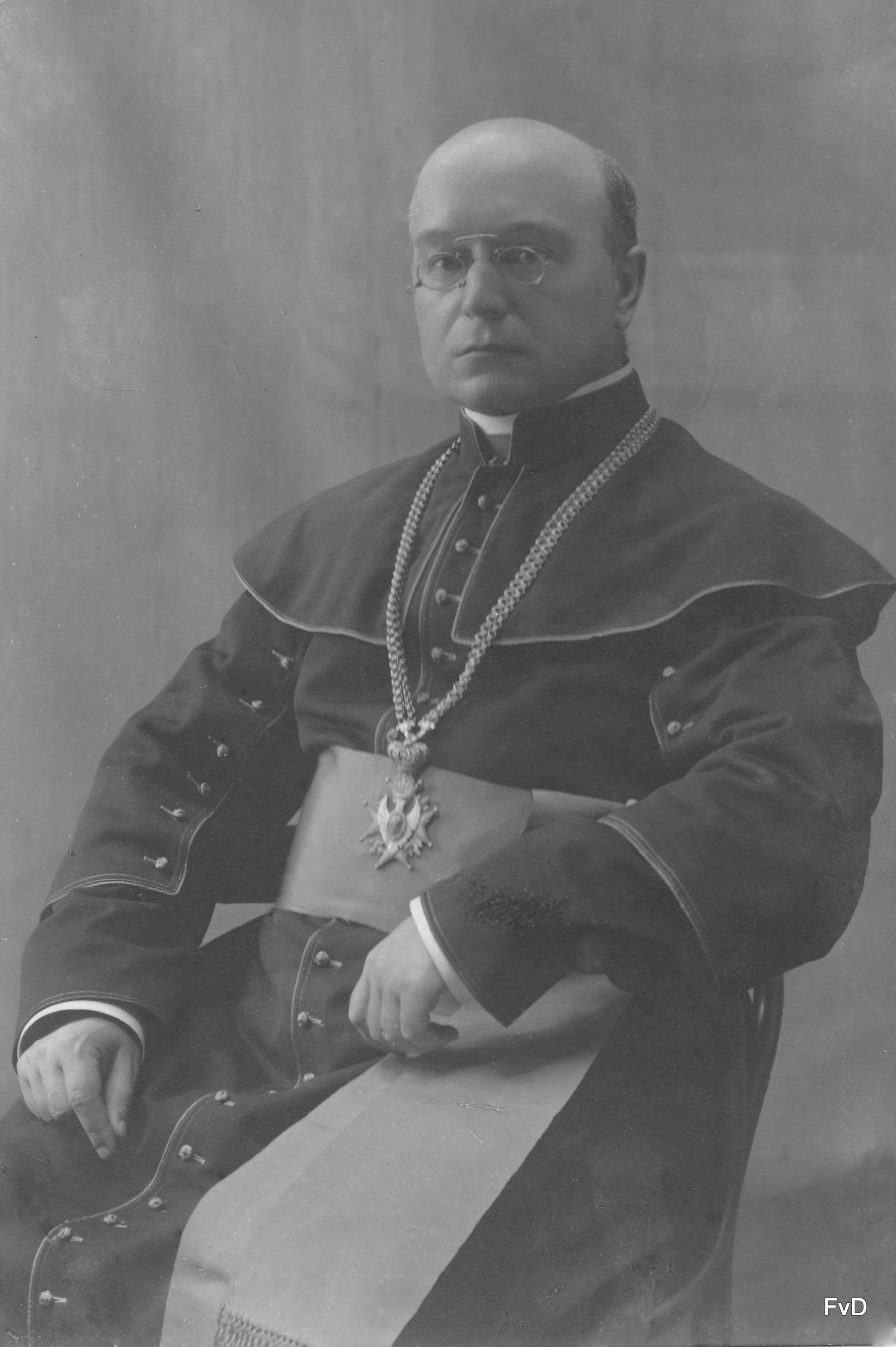
Antoine Zawistowski a été torturé et est mort à Dachau en 1942. 1780 membres du clergé polonais ont été envoyés à Dachau, et beaucoup sont commémorés parmi les 108 martyrs polonais de la Seconde Guerre mondiale..

Dachau a été créé en mars 1933. C'est le premier camp de concentration nazi. Dachau était principalement un camp politique et on estime que 2 720 religieux ont été emprisonnés dans le camp ; les nazis y ont établi des baraquements qui leur sont dédiés,,. Sur ces 2 720 personnes, quelque 2 579 (soit 94,88 %) étaient catholiques. Au total, 1 034 religieux y sont morts, dont 132 « transférés ou liquidés » pendant cette période. Il existe des chiffres légèrement différents dans l'ouvrage Dachau: The Official History 1933–1945. L'auteur Paul Berben a noté que l'enquête de R. Schnabel en 1966, Die Frommen in der Holle, a trouvé un total alternatif de 2771 religieux. Ce chiffre inclut tous les religieux listés, 692 étant décédés au camp et 336 présumés morts.
Les nombres réels sont difficiles à définir, car certains membres du clergé de l'Église catholique n'étaient pas considérés comme tels par les autorités du camp, et certains - en particulier les Polonais - ne souhaitaient pas être identifiés ainsi, craignant d'être maltraités. Au total, on compte 1 748 religieux catholiques polonais, dont 868 sont morts dans le camp,. À partir de 1940, Dachau est devenu le lieu où sont envoyés tous les prisonniers clercs. Les prêtres étaient rassemblés dans les blocs 26, 28 et 30, initialement. Le bloc 26 est devenu le bloc international, et le bloc 28 a été réservé aux Polonais, le groupe de prêtres le plus nombreux.
Les nazis ont introduit une hiérarchie raciale au sein des blocs, maintenant les Polonais dans des conditions difficiles, tout en accordant des conditions d'existence plus agréables aux prêtres allemands. 697 Polonais sont arrivés en décembre 1941 et 500 autres membres du clergé, principalement des personnes âgées, ont été amenés en octobre 1942. Mal vêtus pour le froid glacial, seuls 82 personnes de ce dernier groupe ont survécu. Un certain nombre de prêtres polonais ont été choisis pour des expériences médicales nazies : en novembre 1942, 20 subissent des sévices leur causant des phlegmons. 120 sont torturés par le docteur Claus Schilling pour des expériences sur le paludisme, entre juillet 1942 et mai 1944. Plusieurs Polonais sont morts dans des convois jamais arrivés à leur destination au départ du camp. D'autres ont été assassinés dans le camp. Certains sont battus à mort, ou forcés de courir jusqu'à en mourir.
Les prêtres polonais ne sont pas autorisés à pratiquer des activités religieuses. Des prisonniers antireligieux sont installés dans le bloc polonais pour s'assurer que cette règle n'est pas enfreinte, mais certains religieux trouvent des solutions de contourner l'interdiction, célébrant secrètement la messe pendant leur travail.
En 1944, alors que les espoirs de victoire de l'Allemagne se dissipent, les conditions s'assouplissent et les prêtres polonais peuvent tenir un service hebdomadaire. Finalement, ils ont été autorisés à aller à la chapelle. L'activité religieuse à l'extérieur de la chapelle est cependant totalement interdite. Les non-membres du clergé ne peuvent pas se rendre dans ce lieu. Berben écrit que le clergé allemand craint que le non-respect de cette règle ne leur fasse perdre leur chapelle : « Le clergé du bloc 26 a observé cette règle d'une manière très sévère, ce qui a naturellement soulevé une tempête de protestation. Avec les Polonais du bloc 28, c'était différent : tous les chrétiens, peu importe leur nationalité, étaient accueillis et invités à assister aux messes clandestines du dimanche, célébrées avant l'aube dans des conditions rappelant les catacombes. »

## Résistances

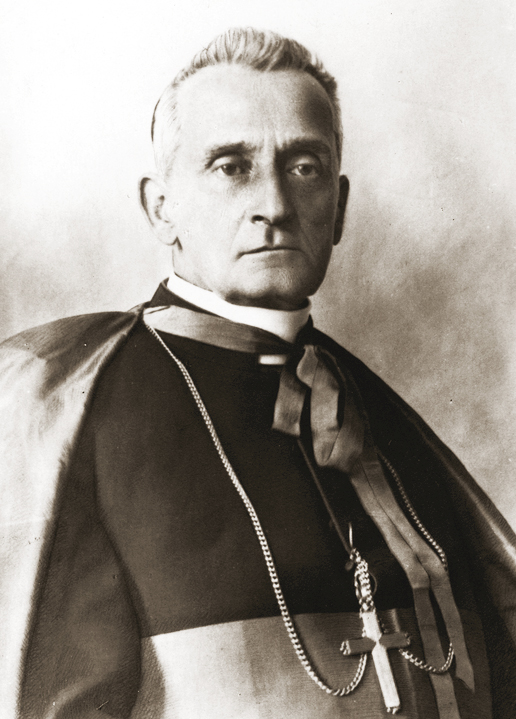
Adam Sapieha, archevêque de Cracovie, est devenu le chef de facto de l'église polonaise à la suite de l'invasion, et est une figure majeure de la résistance polonaise.

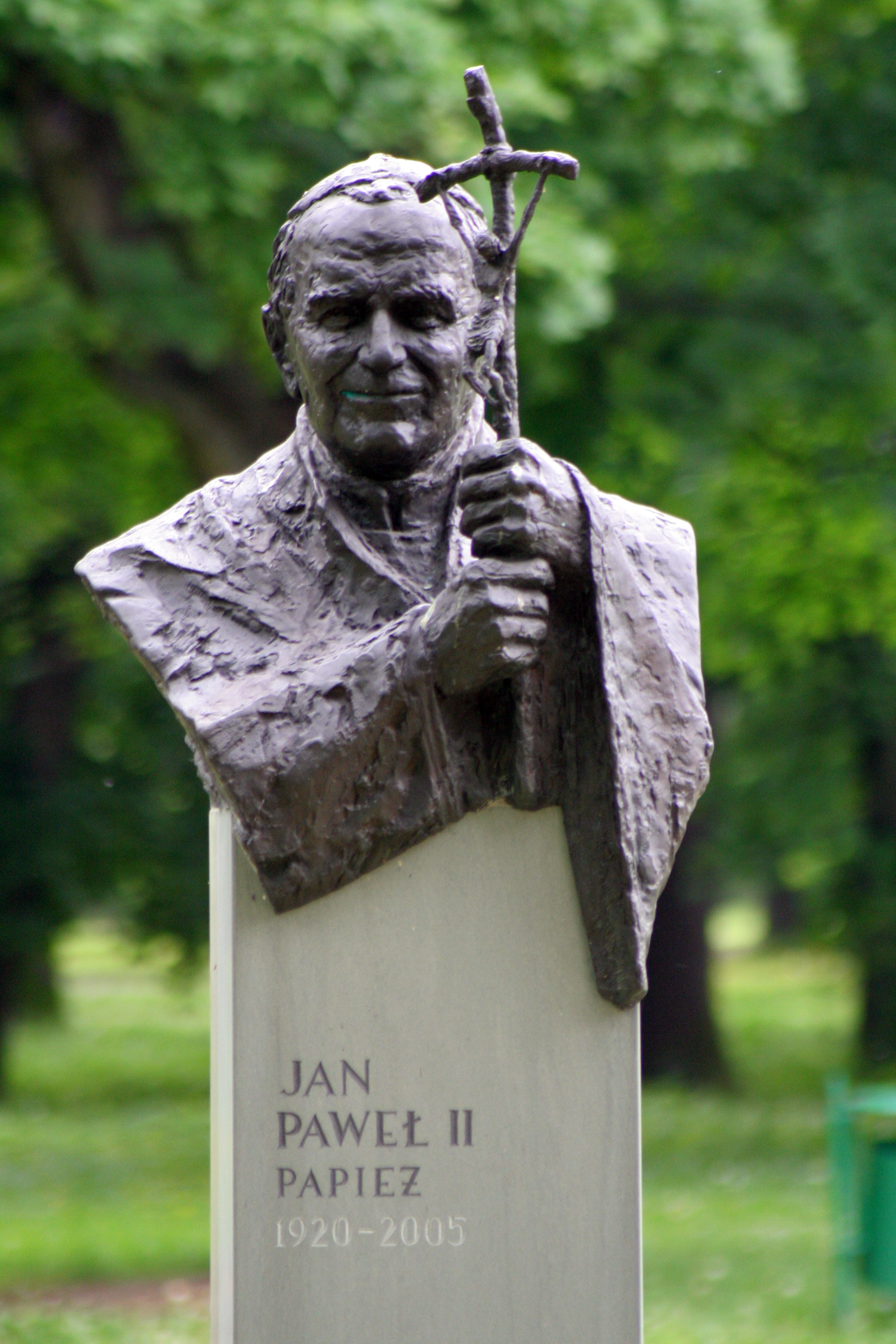
Mémorial au pape Jean-Paul II, à Cracovie. Jeune homme, Jean-Paul II a participé à la résistance culturelle polonaise à l'occupation nazie de la Pologne.

Après la reddition du gouvernement polonais à la fin de septembre 1939, l'État polonais clandestin et l'Armia Krajowa (armée de l'intérieur), fidèles au gouvernement polonais en exil, résistent à l'occupation nazie. La position de la résistance polonaise a été rendue plus difficile après le déclenchement de l'offensive allemande contre l'Union soviétique. Staline, qui avait l'intention d'installer un régime communiste après-guerre, n'a pas apporté son soutien au soulèvement de Varsovie, réprimé par les nazis, ce qui a entraîné la mort de 200 000 civils. Les Alliés occidentaux ont finalement reconnu le gouvernement soutenu par Moscou, plutôt que le gouvernement légal polonais, alors basé à Londres, soutenu par les mouvements de résistance. À la fin de la guerre, la soviétisation de la Pologne se poursuit.
L'Armée de l'Intérieur polonaise considérait comme important le lien entre moral et pratique religieuse. La religion catholique était pratiquée par une large portion des effectifs de la résistance polonaise, en particulier pendant le soulèvement de Varsovie de 1944. Malgré la persécution, les prêtres catholiques ont souvent prêché l'esprit national, et encouragé la résistance à travers la Pologne. Beaucoup de clercs s'engagent d'ailleurs dans la résistance polonaise. Des milliers de Polonais ont été honorés comme Justes parmi les Nations pour avoir aidé les Juifs (ils forment le plus grand contingent national ayant reçu cette distinction) et des centaines de prêtres et de nonnes ont été impliqués dans l'aide aux Juifs pendant la guerre.
Adam Sapieha, archevêque de Cracovie, est devenu le chef de facto de l'église polonaise après l'invasion. Il a ouvertement critiqué la terreur nazie. Sapieha est devenu un symbole de la résistance et de la fierté polonaises, et a joué un rôle important dans le sauvetage des Juifs. Il a ouvert un séminaire clandestin, forme d'acte de résistance culturelle. Parmi les séminaristes se trouve Karol Wojtyla, le futur pape Jean-Paul II. Wojtyla est membre du Rhapsodic Theatre, un groupe de résistance clandestin, qui cherchait à soutenir la culture polonaise à travers des lectures interdites de poésie et de pièces de théâtre. Wladyslaw Bartoszewski, cofondateur de Żegota, travaille avec le mouvement clandestin catholique, le Front pour la renaissance de la Pologne, et est arrêté lors d'une purge nazie de l'intelligentsia en 1940, et envoyé à Auschwitz. Libérés sept mois plus tard sous la pression de la Croix-Rouge internationale, Bartoszewski et Żegota ont sauvé des milliers de Juifs.
La Pologne comptait une importante population juive et, selon Davies, le nombre de Juifs tués et le nombre de Juifs secourus était plus élevé que dans n'importe quelle autre pays : le chiffre du sauvetage se situant généralement entre 100 000 et 150 000, selon les sources.
La Pologne avait sa propre tradition d'antisémitisme. Cependant, selon Davies, dans le cadre de ses efforts pour réprimer les opposants potentiels au régime, l'État communiste qui s'est établi en Pologne à la suite de la guerre a exagéré la vivacité de l'antisémitisme polonais, et a systématiquement sali et réprimé les catholiques dévoués qui s'étaient opposés à la Shoah. C'est le cas de l'organisation Żegota, en 1948 et 1949. Des centaines de prêtres et de religieuses ont été impliqués dans l'aide aux Juifs de Pologne pendant la guerre, bien que les chiffres précis soient difficiles à confirmer. Les monastères jouaient un rôle important dans la protection des juifs : Matylda Getter, mère supérieure des Sœurs Franciscaines de la Famille de Marie, cachait de nombreux enfants dans son couvent de Pludy. À Kolonia Wilenska, Anna Borkowska cache des hommes juifs du ghetto de Vilnius. À partir de 1941, fournir une telle aide est passible de la peine de mort. Un certain nombre d'évêques ont aidé des juifs polonais, notamment Karol Niemira, l'évêque de Pinsk, qui a coopéré avec l'organisation clandestine, maintenant des liens avec le ghetto juif, et hébergeant des juifs dans sa propre résidence.
Lorsque les services de l'AK ont découvert le véritable sort des transports quittant le ghetto juif, ils créent le Conseil d'aide aux Juifs (Rada Pomocy Żydom), dont le nom de code est Żegota, en coopération avec des groupes religieux. L'accent a été mis sur la protection des enfants, car il était pratiquement impossible d'intervenir directement contre les convois de déportation, fortement gardés. De faux papiers ont été produits, et les enfants sont placés dans des maisons d'hébergement et des réseaux d'églises. Les enfants juifs étaient souvent placés dans des orphelinats et des couvents.
La ferveur religieuse catholique était une caractéristique du soulèvement de Varsovie de 1944. Le général Antoni Chruściel, qui commande de facto l'insurrection, donne des instructions pour que les troupes en première ligne puissent prier, réciter le chapelet et offrir des confessions, et pour que les fêtes religieuses soient célébrées. Les églises ont été détruites, mais les congrégations se maintiennent. Le clergé était impliqué à de nombreux niveaux - en tant qu'aumôniers dans les unités militaires, ou s'occupant des blessés et des mourants, de plus en plus nombreux. « Les nonnes de divers ordres », écrivait Davies, « ont agi comme des sœurs universelles de la miséricorde et ont ainsi remporté des éloges. La mortalité parmi elles est plus élevée que dans la plupart des catégories de civils. Capturées par les SS, elles sont les victimes de grandes violences, violées et massacrées ». Selon Davies, la religion catholique faisait partie intégrante de la lutte.
Parmi les centaines d'aumôniers attachés à l'Armée de l'Intérieur, il y avait Stefan Wyszyński, qui fut plus tard cardinal primat de Pologne, pendant la période communiste. Les communautés religieuses sont majoritairement restées sur place pendant l'insurrection, convertissant leurs cryptes et cellules en abris contre les bombardements et en hôpitaux. Le couvent fermé des sœurs bénédictines de l'adoration éternelle lève l'interdiction séculaire des visiteurs masculins pour servir de base stratégique à l'armée de l'intérieur. Il ouvre ses portes aux réfugiés, qui étaient soignés et nourris par les sœurs. La prieure a reçu un ultimatum des Allemands, mais a refusé de partir. Davies a écrit que les sœurs ont commencé leurs prières du soir rassemblées autour du tabernacle, entourées d'un millier de personnes, alors que des avions allemands volaient au-dessus de leur tête et que « l'église s'est effondrée dans une explosion tonitruante […] des équipes de secours creusèrent pour sauver les vivants […] le chœur du couvent chantait pour les encourager. À l'aube, une poignée de religieuses est sortie. Des lignes d'insurgés les ont saluées. Et les canons allemands ont rouvert le feu. ».

## Martyrs
L'Église polonaise honore 108 martyrs de la Seconde Guerre mondiale, ce qui inclut les 11 sœurs de la Sainte Famille de Nazareth assassinées par la Gestapo en 1943 et connues sous le nom de Bienheureuses martyrs de Nowogródek. L'Église polonaise a proposé Józef et de Wiktoria Ulma au processus de béatification en 2003. Le couple et sa famille ont été assassinés pour avoir secourus des juifs.
Parmi les martyrs polonais les plus vénérés figurait le franciscain Saint Maximilien Kolbe, décédé à Auschwitz-Birkenau, ayant offert sa vie pour sauver un codétenu condamné à mort par les autorités du camp. La cellule dans laquelle il est mort est maintenant un sanctuaire. Pendant la guerre, il a fourni un abri pour les réfugiés, dont 2 000 juifs qu'il a caché dans son couvent de Niepokalanów.

## Le pape Pie XII et la Pologne
L'allégeance de la Pologne à la papauté a donné à son sort une dimension internationale, ce dont les puissances occupantes nazies et soviétiques étaient conscientes. En Pologne, l'Église était bien organisée, et le clergé respecté. Garlinski écrit que le « lien millénaire de l'Église polonaise avec Rome lui conférait une certaine protection. Le Reich allemand abritait 30 millions de catholiques, qui reconnaissaient l'autorité du pape [...] et [chaque dirigeant allemand], si fortement opposé à Rome, devait en tenir compte. ».
Le pape Pie XII succède à Pie XI en mars 1939, à la veille de la Seconde Guerre mondiale. Le nouveau pape fait face à la politique étrangère agressive du nazisme. Il conçoit comme une menace pour l'Europe et l'Église le régime soviétique, qui promeut l'athéisme : « chaque système attaquait la religion, refusant tous deux la liberté, et la victoire de l'un ou de l'autre serait une défaite pour l'Église », écrit Garlinski. Dans sa première encyclique, Summi Pontificatus, du 20 octobre 1939, Pie XII s'inquiète explicitement de l'invasion de la Pologne. L'encyclique attaque Hitler, décrivant la guerre comme non chrétienne, et défend la Pologne, :

« [C'est une] « Heure de ténèbre » [...] dans laquelle l'esprit de violence et de discorde amène des souffrances indescriptibles à l'humanité [...] Les nations emportées dans le tourbillon tragique de la guerre ne sont peut-être encore qu'au « début des souffrances » [...] mais même maintenant, il règne dans des milliers de familles la mort et la désolation, la lamentation et la misère. Le sang d'innombrables êtres humains, même non combattants, déchaîne un désastre terrible sur une nation comme Notre chère Pologne, qui, pour sa fidélité à l'Église, pour ses services dans la défense de la civilisation chrétienne, est écrite en caractères indélébiles dans les annales de l'histoire, a droit à la sympathie généreuse et fraternelle du monde entier, s'appuyant sur la puissante intercession de Marie Auxiliatrice, dans l'attente de l'heure d'une résurrection en harmonie avec les principes de justice et de paix véritable. »

— Summi Pontificatus – Pie XII, Octobre 1939
Le nonce papal en Pologne, Fillippo Cortesi, avait abandonné Varsovie avec le corps diplomatique, après l'invasion. Le nonce papal en Allemagne, Cesare Orsenigo, a assumé dès lors le rôle de communiquer la situation des territoires annexés à l'Allemagne. Cependant, son rôle de protecteur de l'Église polonaise s'oppose directement à son autre rôle, plus officiel, de facilitateur pour de meilleures relations avec le gouvernement allemand. Il en est de même pour ses propres sympathies fascistes, peu compatibles avec la défense du peuple polonais.
De fait, d'autres canaux existent pour les communications entre l'Église polonaise et le Vatican, notamment via le primat polonais, le Cardinal Hlond. Le Saint-Siège refuse les demandes allemandes de nommer des évêques allemands dans les évêchés des territoires polonais annexés, affirmant par ailleurs qu'il ne reconnaîtrait pas les nouvelles frontières jusqu'à ce qu'un traité de paix soit signé.
En avril 1940, le Saint-Siège informe le gouvernement américain de Franklin D. Roosevelt que tous ses efforts pour acheminer l'aide humanitaire avaient été bloqués par les Allemands, et qu'il cherchait donc à faire passer l'aide par des voies indirectes comme la commission américaine de soutien aux Polonais (Commission for Polish Relief). En 1942, la National Catholic Welfare Conference américaine rapporte qu' « alors que les rapports du cardinal Hlond arrivaient au Vatican, le pape Pie XII protestait contre les énormités qu'ils colportaient, et ce, avec une vigueur implacable ». La Conférence a pris connaissance de l'encyclique du 28 octobre du Pape et a mis en exergue que Pie XII s'était adressé au clergé polonais le 30 septembre 1939, en évoquant une « vision d'horreur folle et de profond désespoir », précisant qu'il espérait qu'en dépit du travail des « ennemis de Dieu », le catholicisme survivrait en Pologne. Dans une allocution prononcée la veille de Noël au Collège des cardinaux, Pie XII a condamné les atrocités commises « contre les non-combattants, les réfugiés, les personnes âgées, les femmes et les enfants, et le mépris de la dignité humaine, de la liberté et de la vie humaine » qui ont pris place en Pologne, décrivant cette guerre comme « des actes qui réclament la vengeance de Dieu ».
Le Vatican a utilisé sa presse et sa radio (Radio Vatican) pour informer, en janvier 1940, des violences commises à l'encontre du peuple polonais.
En Poméranie, le Gauleiter nazi Albert Forster autorisait la présence de prêtres allemands et croyait que les Polonais eux-mêmes pouvaient être germanisés. Cependant, sous la gouvernance exceptionnellement violente d'Arthur Greiser, le Gauleiter nazi de la région du Reichsgau Wartheland, les catholiques allemands et l'Église protestante ont subi une campagne pour éradiquer le christianisme, ce qui a poussé le chef de la Conférence épiscopale allemande à demander l'aide du pape. Pie XII lui donne une réponse prudente. Bien que Pie XII ait aidé en 1937 à la rédaction de l'encyclique anti-nazie Mit brennender Sorge, dont les idées sont officiellement toujours défendues pendant la guerre, il ne l'a pas réitéré formellement par la suite. Pie XII était conscient que l'expansion du Reich a mené 150 millions de catholiques sous le contrôle des nazis, et craignait que les conditions de vie des catholiques vivant en dehors de la Pologne ne soient affectées par de possibles déclarations à l'encontre du régime nazi. Cette « position retenue et raisonnée », écrit Garlinski, bien que souvent considérée comme justifiée sur le long terme, « ne convenait pas aux Polonais » qui s'attendaient à un engagement plus direct contre les nazis. Pourtant, écrit Garlinski :

« Les liens séculaires qui liaient [la Pologne] à Rome ont affaibli la force de l'occupation. Le rôle de l'Église dans la lutte de la nation pour sa survie et pour son âme était très grand, et était évident dans presque tous les domaines de la vie de la nation. Malgré les pertes et les revers, le réseau des paroisses a couvert tout le pays, et, dans son ministère, a apporté la foi et l'espérance de réconfort. Malgré le risque individuel pris, les prêtres utilisaient leurs chaires pour maintenir l'esprit national et encourageaient la résistance. Les évêchés étaient une preuve visible de l'existence d'une organisation, bien que non gouvernementale, et le mouvement de résistance était plein de religieux, à différentes positions [...] l'Église catholique est sortie de la guerre victorieuse, spirituellement renforcée, intérieurement endurcie par ses pertes, entourée d'un respect universel et prête pour des jours nouveaux et difficiles à venir. »

— Extrait de Poland and the Second World War, Jozef Garlinski, 1985.